# New Sensations (álbum)
New Sensations es el decimotercer álbum de Lou Reed, lanzado en 1984 por RCA Records.
El disco, coproducido por Lou Reed junto a John Jansen, incluye once canciones, todas compuestas por Reed. 
Al igual que su álbum anterior, Legendary Hearts, recibió una reseña positiva en la revista Rolling Stone, y una puntuación de 4 sobre 5.

## Lista de canciones
1. "I Love You, Suzanne" – 3:19
2. "Endlessly Jealous" – 3:57
3. "My Red Joystick" – 3:36
4. "Turn to Me" – 4:22
5. "New Sensations" – 5:42
6. "Doin' the Things that We Want To" – 3:55
7. "What Becomes a Legend Most" – 3:37
8. "Fly Into the Sun" – 3:04
9. "My Friend George" – 3:51
10. "High in the City" – 3:27
11. "Down at the Arcade" – 3:40